# Mélinno
Ne doit pas être confondu avec Mellino.
Mélinno (en grec ancien Μελιννώ) est une poétesse grecque du Ier siècle apr. J.-C., originaire de Locres, dans le Bruttium, en Italie. Sa vie ne nous est pas autrement connue.

## Œuvre
Il reste de l'œuvre de Mélinno cinq strophes sapphiques d'une ode à Rome, célébrant la puissance et la gloire de la capitale de l'Empire romain. Ce fragment a été conservé par Stobée et constitue le seul témoignage de l'existence de Mélinno.